# Томас (округ, Джорджія)
Шаблон:StateAbbr_ 30°52′ пн. ш. 83°55′ зх. д. / 30.86° пн. ш. 83.92° зх. д.
Округ  Томас (англ. Thomas County) — округ (графство) у штаті  Джорджія, США. Ідентифікатор округу 13275.

## Історія
Округ утворений 1825 року.

## Демографія
За даними перепису 2000 року загальне населення округу становило 42737 осіб, зокрема міського населення було 21322, а сільського — 21415. Серед мешканців округу чоловіків було 20117, а жінок — 22620. В окрузі було 16309 домогосподарств, 11466 родин, які мешкали в 18285 будинках. Середній розмір родини становив 3,06.
Віковий розподіл населення поданий у таблиці:
| Стать    | До 15 років | 15-21 | 22-29 | 30-39 | 40-49 | 50-65 | 65-85 | Понад 85 |
| -------- | ----------- | ----- | ----- | ----- | ----- | ----- | ----- | -------- |
| Чоловіки | 4763        | 2122  | 1901  | 2916  | 3091  | 3119  | 2010  | 195      |
| Жінки    | 4720        | 2049  | 2089  | 3218  | 3305  | 3574  | 3066  | 599      |

## Суміжні округи
- Колквіт — північний схід
- Брукс — схід
- Джефферсон, Флорида — південь
- Леон, Флорида — південний захід
- Грейді — захід
- Мітчелл — північний захід

## Виноски
1. ↑  U.S. Decennial Census. United States Census Bureau. Процитовано 26 червня 2014.
2. ↑  Historical Census Browser. University of Virginia Library. Архів оригіналу за 11 серпня 2012. Процитовано 26 червня 2014.
3. ↑  Population of Counties by Decennial Census: 1900 to 1990. United States Census Bureau. Процитовано 26 червня 2014.
4. ↑  Census 2000 PHC-T-4. Ranking Tables for Counties: 1990 and 2000 (PDF). United States Census Bureau. Процитовано 26 червня 2014.
5. ↑  State & County QuickFacts. United States Census Bureau. Архів оригіналу за 15 лютого 2016. Процитовано 26 червня 2014. [Архівовано 2016-02-15 у Wayback Machine.](англ.) Наведено за англійською вікіпедією.
6. ↑  American FactFinder. Бюро перепису населення США. Архів оригіналу за 26 лютого 2012. Процитовано 31 січня 2008. [Архівовано 2008-05-21 у Wayback Machine.]

| США | Це незавершена стаття з географії США. Ви можете допомогти проєкту, виправивши або дописавши її. |